# کایل اندرسون (بازیکن بسکتبال)
کایل اندرسون (انگلیسی: Kyle Anderson؛ زادهٔ ۲۰ سپتامبر ۱۹۹۳) یک بازیکن بسکتبال اهل ایالات متحده آمریکا است.
از باشگاه‌هایی که در آن بازی کرده‌است می‌توان به سن آنتونیو اسپرز و آستین توروس اشاره کرد.